# Draba linearifolia
Draba linearifolia là một loài thực vật có hoa trong họ Cải. Loài này được L.L.Lou & T.Y.Cheo mô tả khoa học đầu tiên năm 1985.